# El Cerrito (Valle del Cauca)
El Cerrito és un dels municipis de Valle del Cauca, que limita al nord amb Guacarí i Ginebra, a l'oest amb els municipis de Vijes, al sud amb Palmira i a l'est amb Chaparral i Tolima.
El territori municipal d'El Cerrito es localitza a l'extrem meridional dels Andes (Serralada Central), entre les coordenades geogràfiques extremes: latitud nord en el paral·lel 3° 40′ 56.89″ en paral·lel 3° 40′52.25; i longitud oest del meridià de Greenwich 76° 18′ 39.40″ al meridià 76° 18′ 37.40″; es troba a l'est del departament de Valle del Cauca i al nord de la ciutat de Cali. La capçalera municipal es localitza a una distància aproximada de 82 quilòmetres de la ciutat de Cali.

## Toponímia
El nom del municipi i de la capçalera és d'origen històric, el seu nom prové d'un turó artificial creat en l'Hacienda de la Lomita, per l'acumulació de terra extreta del túnel que recorre gran part del cap de municipi unint diverses hisendes antigues del municipi. En l'actualitat el turó artificial ha baixat d'altura i no es fa visible en la població, per aquest motiu el visitant troba un terreny extremadament pla.